# Norddeutsches Echo

Zeitungskopf Norddeutsches Echo

Die Zeitung Norddeutsches Echo (NE) war das Blatt der Kommunistischen Partei Deutschlands (KPD) in Schleswig-Holstein. Sie erschien vom April 1946 bis zum August 1956. Redaktionssitz war Kiel, in Lübeck wurde eine Lokalredaktion unterhalten.

## Geschichte der Zeitung
Die erste Ausgabe des NE erschien am 3. April 1946 mit Lizenz der britischen Militärregierung. Die hatte zur Auflage gemacht, dass die Bezeichnung KPD nicht im Zeitungskopf erscheinen dürfe. Lizenzträger waren Alfred Heitmann und Alfred Oertel. Als erster Chefredakteur fungierte Erich Meyer. Der hatte zu Beginn der NS-Herrschaft eine illegale kommunistische Zeitung herausgebracht und war danach für zwölf Jahre im Zuchthaus inhaftiert gewesen. Die Zeitung hatte schwierige Startbedingungen, der sozialdemokratischen Schleswig-Holsteinische Volkszeitung billigte die Militärregierung eine Startauflage von 50.000 zu, den Kieler Nachrichten 40.000, der NE dagegen lediglich 10.000 Exemplare. Auch die technische Ausstattung (insbesondere die der Druckerei) war schlechter als die der anderen Kieler Lizenzzeitungen. In den ersten zwei Jahren hatte das NE nur vier Seiten und es konnten nur drei Ausgaben pro Woche produziert werden. Im Sommer 1947 begann die dreiköpfige Lübecker Lokalredaktion mit ihrer Arbeit, sie wurde anfangs vom späteren KPD-Landesvorsitzenden Klaus Weigle geleitet, der 1949 auch stellvertretender Chefredakteur in Kiel wurde.
Ein erstes wichtiges Thema des NE war die Kritik der Demontage von Werften und Industriebetrieben. Nachdem die Zeitung kritisch über Ernährungsprobleme und Versorgungsmängel der Bevölkerung berichtet hatte, folgte 1948 ein erster Verweis der Militärregierung. Nach einer zweiten Verwarnung wegen missliebiger KPD-naher Politikberichterstattung kam es 1950 zu zwei jeweils 90-tägige Erscheinungsverboten.
Schon ab Frühjahr 1949 war es in der Zeitung zu politischen Strömungskämpfen gekommen. Die KPD-Landesleitung hatte der Redaktion vorgeworfen, sie neige zum „Objektivismus“ und berichte zu ausgewogen, daraufhin trat Erich Meyer als Chefredakteur zurück, seine Stelle wurde durch die Altkommunistin Gertrud Rast besetzt, die vorher KPD-Landesvorsitzende gewesen war und schon 1919 zu den Mitbegründern der KPD gehört hatte. Im Laufe des Jahres spitzen sich die Auseinandersetzungen zu, Teile der Redaktion widersetzten sich den Anweisungen der Chefredakteurin. Es ging unter anderem um die Berichterstattung über die Entwicklung in der damaligen „Ostzone“. Einzelne Redakteure wurden entlassen und auch aus der KPD ausgeschlossen. Nach Abschluss dieser Auseinandersetzungen traten Berichte über Aktivitäten der KPD stärker in den Vordergrund. Schon bald darauf geriet das NE in die parteiinternen Auseinandersetzungen um den Titoismus. Alle Publikationsorgane der KPD wurden auf die kritiklose Darstellung der theoretischen und politischen Konzeptionen Josef Stalins verpflichtet. Die Linientreue schlug sich in sinkender Akzeptanz der Zeitung nieder. Zwischen 1947 und 1949 hatte das NE Auflagen bis zu 20.000 gehabt, 1953 war sie auf 8.000 gesunken.
Wenige Monate nach ihrem Zehn-Jahres-Jubiläum wurde das NE mit dem KPD-Verbot zwangseingestellt. Die letzte Ausgabe des NE erschien am 17. August 1956, dem Tag des Parteiverbots, und trug die Schlagzeile: In Betrieben und Gewerkschaft: Ablehnung eines KPD-Verbots. Wenige Stunden nach der Auslieferung der Zeitung besetzte die Polizei die Verlagsräume und die Druckerei und versiegelte sie. Der letzte Chefredakteur des NE war Erich Grimm, er blieb auch nach dem Parteiverbot politische aktiv und trat 1968 in die DKP ein. In der Illegalität kursierten noch einige Jahre hektografierte Ausgaben des NE in kleiner Auflage.